# Saint-Bris-des-Bois
Saint-Bris-des-Bois település Franciaországban, Charente-Maritime megyében. Lakosainak száma 388 fő (2022. január 1.). Saint-Bris-des-Bois Brizambourg, Burie, Saint-Césaire, Villars-les-Bois és Val-de-Cognac községekkel határos.

## Népesség
A település népessége az elmúlt években az alábbi módon változott:
| Lakosok száma | 260  | 285  | 359  | 418  | 407  | 396  | 389  | 381  | 383  | 388  |
|               | 1968 | 1982 | 1990 | 2006 | 2013 | 2015 | 2017 | 2019 | 2020 | 2022 |